# Gouvernement en exil de la Ville libre de Dantzig
13 novembre 1947
Le gouvernement en exil de la ville libre de Dantzig en exil (en allemand : Regierung der Freien Stadt Danzig im Exil) ou l'État libre de Dantzig, est un gouvernement en exil autoproclamé qui revendique la souveraineté sur le territoire de la défunte Ville libre de Dantzig, lequel se trouve désormais en Pologne, dans la zone urbaine de Gdańsk.

## Contexte historique

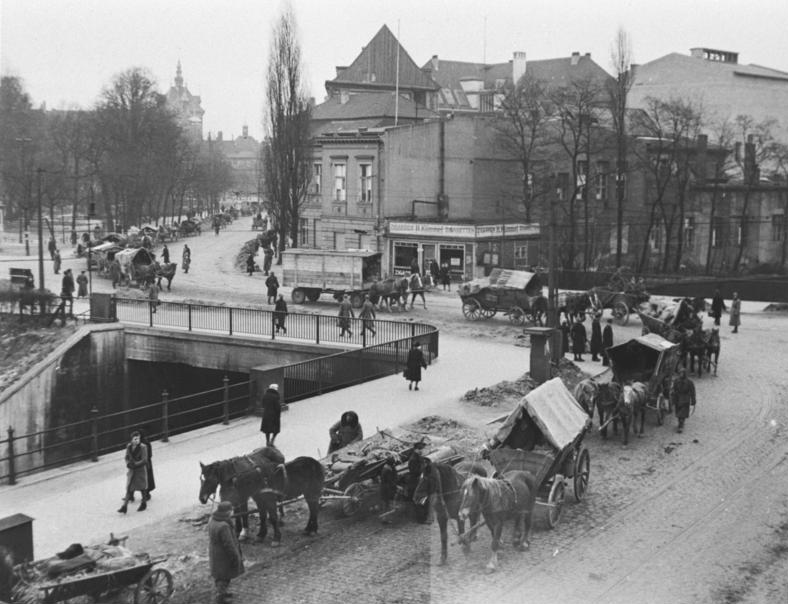
Réfugiés allemands quittant Dantzig, février 1945.

La Ville libre de Dantzig (en allemand : Freie Stadt Danzig ; en polonais : Wolne Miasto Gdańsk) était une cité-État semi-autonome qui exista entre 1920 et 1939, composée du port baltique de Dantzig (aujourd'hui Gdańsk) et de près de 200 localités des environs. Son existence commença le 15 novembre 1920,, conformément aux dispositions du Traité de Versailles ; la ville-libre était sous la protection de la Société des Nations. Elle était majoritairement peuplée d'Allemands de souche, mais ceux-ci furent contraints dans leur majorité de fuir lorsque le territoire fut incorporé à la Pologne, à la fin de la Seconde Guerre mondiale.

## Histoire
Le 13 novembre 1947, W. Richter, président de l'Association des ressortissants de l'État libre de Dantzig, annonça la formation d'un gouvernement en exil pour la Ville libre de Dantzig. Le gouvernement fit appel aux Nations Unies, appelant à une reconnaissance officielle de sa légitimité, à la déportation des Polonais vivant sur le territoire qu'il revendiquait, et à une aide au rétablissement de la Ville libre. Richter annonça également que l'association accepterait un règlement de la communauté internationale qui leur accorderait un territoire alternatif dans un autre centre du commerce mondial. L'organe législatif du gouvernement en exil, le Rat der Danziger (Conseil de Dantzig), fut créé cette année-là. En 1951 et 1961, il aurait été reconnu en secret par les expatriés dantzigois comme le « successeur légal du Sénat de la Ville libre de Dantzig ».

## Gouvernement
Le gouvernement de l'État libre de Danzig est basé à Berlin, en Allemagne. Il continue de respecter la Constitution originale de la Ville libre de Dantzig. Le site Web officiel du gouvernement est géré par le chef sortant des Affaires étrangères, le sénateur Ernst F. Kriesner. La législature du gouvernement prend la forme d'un parlement, le Rat der Danziger (Conseil de Dantzig), qui compte 36 membres et prétend représenter les intérêts des Dantzigois allemands. Les membres du conseil sont élus par les expatriés dantzigois et leurs descendants au scrutin postal.

### Reconnaissance et relations extérieures
En 1998, le sénateur Kriesner envoya une lettre officielle aux Nations unies demandant une reconnaissance officielle du gouvernement en exil.
Commentant sur le manque de reconnaissance officielle du gouvernement de la Ville libre de Dantzig en exil par le gouvernement allemand, le ministre polonais des Affaires étrangères Władysław Bartoszewski a déclaré que l'organisation et les associations culturelles de Dantzig aux vues similaires étaient considérées aux yeux du public allemand comme revanchardes et politiquement alignées sur le Parti national-démocrate d'extrême droite d'Allemagne (NPD).

### Revendications
Le gouvernement en exil revendique l'ensemble du territoire autrefois possédé par la Ville libre de Dantzig. Il fonde la légitimité de son affirmation sur l'idée que la Ville libre de Dantzig était un État neutre et que son annexion par l'Allemagne en 1939 était illégale ; en tant que tel, les Alliés n'auraient eu aucune autorité pour incorporer la ville à la Pologne après la Seconde Guerre mondiale ; de plus, aucun traité formel n'a jamais modifié le statut de la Ville libre de Dantzig, et son incorporation à la Pologne a reposé sur l'acquiescement général de la communauté internationale.